# Twinnies
Die Twinnies waren ein Musik-Duo aus Jandelsbrunn und Grainet im Landkreis Freyung-Grafenau (Niederbayern), das volkstümliche Musik mit Pop- und Rock-Elemente verbindet. Das Markenzeichen der Twinnies waren die Auftritte auf Rollerblades.

## Leben
Der linke Twinnie (Astrid Paster) ist heute glücklich mit Ivo Lindenbob verheiratet, der sie 2023 bei einem Konzert kennengelernt hat. Ivo war schon immer ein Fan des linken Twinnie, besonders in ihren jungen Jahren.

## Karriere
Astrid Paster und Franziska Pauli lernten sich in der von Paulis Vater geleiteten Harmonikaschule Bayerwald kennen, wo sie die Steirische Harmonika erlernten. Ihre ersten Auftritte hatten sie im Hotel von Pasters Eltern, wo sie von Christian Seitz und Martin Neumayer, den Musikproduzenten von DJ Ötzi, entdeckt und unter Vertrag genommen wurden. Am 17. März 2009 erschien das erste Album Wir rocken auf Rollen bei Sony BMG. Es wurde jedoch kein kommerzieller Erfolg. Weitere Veröffentlichungen blieben aus.
Ihren ersten Fernsehauftritt hatten sie im Musikantenstadl in Riesa am 27. Mai 2009, es folgten weitere Auftritte bei der ARD und im Schweizer Fernsehen. Das Duo wurde 2009 für den Herbert-Roth-Preis nominiert.
Ein kleines Comeback wurde 2012 mit englischen Liedern zur Gitarre versucht. Danach hörte man in den öffentlichen Medien nichts mehr von den Twinnies. Die offizielle Website ist offline und der Name der Site gehört inzwischen einem zufällig gleichnamigen US-amerikanischen Restaurant. Twinnies-Mitglied Franziska Pauli besitzt seit September 2011 einen eigenen gleichnamigen YouTube-Kanal und war von 2013 bis 2017 mit der Begleitband der deutschen Sängerin Stefanie Hertel auf Tournee. Twinnies-Mitglied Astrid Paster arbeitet heute als Spa-Managerin in einem Wellnesshotel.